# Antonio Placencia Romero
Antonio Placencia Romero (fallecido en Lima, Perú el 19 de octubre de 1860) fue un militar peruano de origen español que, tras servir en el ejército realista, e impulsado por sus ideas libertarias, se unió al ejército patriota del general José de San Martín en 1821. Tras la batalla de Ayacucho se casó y afincó en el Perú, sirviendo posteriormente en la Guerra contra la Confederación Perú-Boliviana, primero a las órdenes del general Salaverry y luego como parte del ejército unido restaurador.

## Biografía
Tras servir en la guerra de independencia española, se embarcó para América como parte de las fuerzas expedicionarias destinadas a reforzar al Ejército Real del Perú, tomo parte de las campañas realistas en el Alto Perú.
En 1821 producido el desembarco de la expedición libertadora en costas peruanas y a pesar de desempeñarse como oficial de Estado Mayor del ejército real, el 4 de mayo de 1821 se presentó ante el general José de San Martín en su cuartel en Huara, manifestando su ferviente deseo de querer servir a la causa de la independencia americana. Aceptado de buen grado por el libertador este le ascendió a teniente coronel en marzo de 1822.
Los recelos y suspicacias que su presencia despertó entre los mandos del ejército patriota se disiparon luego de que en mayo de ese mismo año, y ante una intriga del general español José de Canterac encaminada a hacer su conducta sospechosa ante los otros oficiales patriotas, Placencia publicara un duro artículo en un periódico de Lima acusando a Canterac de haber insinuado ante los otros jefes españoles la idea de asesinar al comisionado Abreu, recientemente llegado de la península para negociar con San Martín, por considerar a este demasiado blando en sus posiciones frente a los insurgentes.
Rota de esta manera toda posible reconciliación con sus antiguos jefes y unida su suerte al ejército patriota, participó en distintas campañas de la guerra como fueron el primer sitio del Callao y la Campaña de Alvarado a los puertos intermedios, el 8 de agosto de 1823 fue ascendido a coronel y formó parte de la Segunda Campaña de Intermedios donde mandó los dos escuadrones de Lanceros de la Guardia, distinguiéndose en el combate de Viacha mientras cubría la retirada del ejército patriota. En 1824 le fue confiado por Simón Bolívar el mando del regimiento de Húsares del Perú, cuerpo a cuya cabeza combatió en la batalla de Junín y uno de sus escuadrones al mando del oficial argentino Isidoro Suárez, decidió la acción en favor de los patriotas.
Poco después, y encontrándose de avanzada en compañía del coronel de montoneros Marcelino Carreño, sostuvo una escaramuza con las fuerzas realistas en Talaverilla siendo tomado prisionero la víspera de la batalla de Ayacucho. Llevado ante el general Gerónimo Valdés y por su condición de español y desertor del ejército real, debió ser fusilado inmediatamente sin embargo fue remitido por este donde el virrey La Serna, circunstancia a la que debió la vida pues al día siguiente tuvo lugar la decisiva batalla de Ayacucho donde tras la derrota y capitulación realista obtuvo su libertad.
En 1835 durante la guerra entre Salaverry y Santa Cruz, que precedió a la Confederación Perú-Boliviana, formó parte del estado mayor del general Felipe Santiago Salaverry, estando presente en las batallas de Uchumayo y Socabaya. Tras la derrota y fusilamiento de su jefe, junto a otros oficiales peruanos emigró a Chile, regresando como parte del Estado Mayor del general Manuel Bulnes y prestando servicios de señalada importancia durante la campaña. Mandando tropas peruanas tomo parte del combate de Matucana y la batalla de Yungay. En 1840 publicó la obra titulada Diario militar de la campaña que el Ejército unido restaurador abrió en el territorio peruano el año de 1838 contra el general Santa-Cruz una importante fuente historiográfica sobre dicho conflicto.

(Placencia)Dirigia la vanguardia, establecia los puestos avanzados, servía de guía, trazaba los itinerarios y las etapas de las tropas, disponía los alojamientos, así como el rancho del ejército en los puntos precisos... Allanaba todas las dificultades y era el preciso consultor para todo. testimonio del oficial chileno José Nicolás Prieto

En 1841 se desempeñaba como subinspector general del Ejército Peruano. Entre 1845 y 1846 dirigió con notable mérito la revista "El Faro Militar", de importante contenido académico e histórico y la primera de su género que apareció en el ejército del Perú. Retirado a la vida privada falleció en Lima el 19 de octubre de 1860.